# Táo mèo
Táo mèo (danh pháp hai phần: Docynia indica), còn gọi là thanh trà tại  Việt Nam, là một loài trong chi Táo mèo (Docynia) của họ Hoa hồng (Rosaceae).

## Đặc điểm
Cây gỗ bán thường xanh hay sớm rụng lá, cao 2–3 m. Các cành nhỏ màu nâu tía hay nâu đen khi già, hình trụ thon búp măng, đẹp, mập, ban đầu rậm lông, khi già không lông; các nụ màu mâu đỏ, có lông tơ, đỉnh nhọn. Lá kèm sớm rụng, hình mác, nhỏ, đỉnh nhọn; cuống lá 0,5–2 cm, thường có lông tơ; phiến lá hình e líp hay mác thuôn dài, kích thước 3,5–8 × 1,5–2,3 cm, mỏng như giấy, lông tơ thưa thớt ở phía xa trục hay gần như không lông, phía gần trục không lông, láng, gốc lá hình nêm rộng bản hay gần như thuôn tròn, mép lá có khía tai bèo nông, hiếm khi có khía răng cưa hay chỉ nguyên ở gần đỉnh, đỉnh nhọn. Cuống ngắn hay gần như không có, có lông tơ. Hoa mọc thành chùm gồm 3–5 hoa, đường kính khoảng 2,5 cm; lá bắc hình mác. Đế hoa hình chuông, với lông tơ rậm rạp ở phía xa trục. Lá đài hình mác hay hình mác tam giác, dài 5–8 mm, cả hai mặt có lông tơ, hơi ngắn hơn so với ở đế hoa, mép nguyên, nhọn đỉnh. Cánh hoa trắng, thuôn dài hay thuôn dài-hình trứng ngược, kích thước 1,2–1,6 cm × 5–9 mm. Nhị hoa khoảng 30. Vòi nhụy dài như nhị, hợp sinh và có lông tơ ở gốc. Quả dạng quả táo màu vàng, hình cầu hay elipxoit, đường kính 2–3 cm, có lông tơ khi non; lá đài bền, ra hoa khoảng tháng 2 - 3, kết quả tháng 8-9.

## Phân bố
Mọc ở sườn núi, ven suối, ven các bụi rậm ở độ cao 2.000 - 3.000 m. Có ở Ấn Độ, Bhutan, Myanma, Nepal, Pakistan, Sikkim, Thái Lan, tây nam Trung Quốc (tây nam Tứ Xuyên, đông bắc Vân Nam), Việt Nam.

## Công dụng quả táo mèo
Quả táo mèo, trong đông y có công dụng an thần. Đặc biệt, hạt táo mèo có công dụng gây buồn ngủ, sử dụng hạt táo mèo đúng cách có thể chữa bệnh mất ngủ.
Quả táo mèo còn dùng để ngâm rượu (rượu táo mèo) rất được ưa thích của người dân các tỉnh miền núi Tây Bắc Việt Nam.